# Dietrich Buxtehude
Dietrich Buxtehude (1637-1707) là nhà soạn nhạc, nghệ sĩ đàn đại phong cầm người Đan Mạch. Một trong những nhà soạn nhạc quan trọng nhất thời ba rốc.
Năm 1668, ông là người chơi đàn organ tại nhà thờ ở Lubeck, nhờ vậy ông trở nên nổi tiếng về sáng tác và tài chơi đàn organ. Các tác phẩm của ông chỉ còn lưu lại được 120 bản gốm các bản oratorio-cantata, sonata, trio-sonata, tổ khúc cho những dàn đồng diễn thính phòng, fugue, toccata, chaconne. Phong cách của ông có ảnh hưởng mạnh mẽ đến nhiều nhà soạn nhạc thế hệ sau.
Hằng năm, ông biểu diễn đàn organ vào 5 ngày chủ nhật trước Giáng sinh. Johann Sebastian Bach đã phải đi bộ 200 dặm để nghe nhà soạn nhạc Đan Mạch biểu diễn.